# Jada Fire

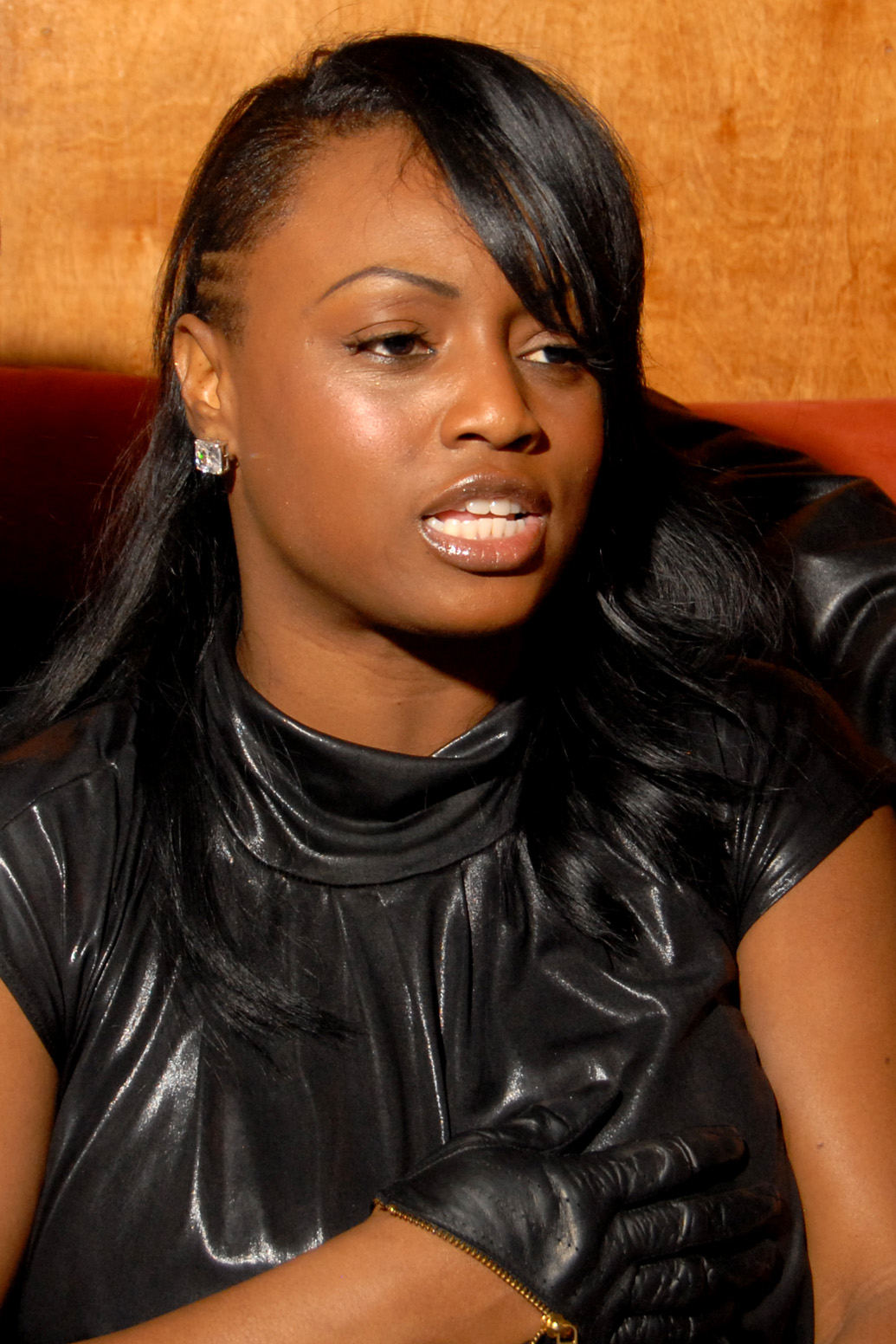
Jada Fire (2010)

Jada Fire (* 1. September 1976 als Tenisha Roberta Myles in Los Angeles, Kalifornien) ist eine ehemalige US-amerikanische Pornodarstellerin.

## Leben
Bis 2006 wurde Jada Fire von LA Direct Models vertreten, einer Agentur in Los Angeles. Zuletzt arbeitete sie für die Lighthouse Talent Agentur. 2007 spielte sie im dritten Teil der Pornofilmreihe Chemistry der Regisseurin Tristan Taormino mit. In der Pornofilmreihe Jack’s Playground spielte sie bisher dreimal mit; sowohl 2004 in Jack’s Playground 19 als auch 2006 in den genreorientierten Ablegern Jack’s POV 2 und Jack’s Big Tit Show 2. Fire war auch als Darstellerin der Webseiten Bangbros, Brazzers, Reality Kings und Kink.com bekannt.
Im Zuge des Präsidentschaftswahlkampfes 2008 in den USA spielte sie in dem Parodie-Pornofilm Who’s Nailin’ Paylin? mit, in welchem sie die republikanische Politikerin und damalige Außenministerin Condoleezza Rice verkörpert und sich in einer lesbischen Szene sexuell mit der „Serra Paylin“ (Sarah Palin) verkörpernden Pornodarstellerin Lisa Ann betätigte.
Die Filme, in denen Fire als Darstellerin mitgewirkt hat, wurden mit zahlreichen AVN Awards ausgezeichnet. In den Jahren 2008 und 2009 wurden die beiden Filme Jada Fire is Squirtwoman und Jada Fire is Squirtwoman 3 jeweils mit einem Award in der Kategorie Best Squirting Series bzw. Best Squirting Release ausgezeichnet. Sie wurde im August 2011 in dem Artikel „The Top 50 Hottest Black Porn Stars Of All Time“ des Magazins Complex auf Platz 6 gelistet.
Im Jahre 2012 beendete sie ihre Karriere als Pornodarstellerin.

## Filmografie (Auswahl)
- 2003: Women of Color 6
- 2003: Black on Black 5
- 2004: Jack’s Playground 19
- 2004: Pussyman’s Decadent Divas 24
- 2004: Big Black Wet Asses 1
- 2006: Manhunters
- 2006: Jack’s POV 2
- 2006: Jack’s Big Tit Show 2
- 2006: Women Seeking Women 21, 25
- 2007: Strap Attack 6
- 2007: Coming Home
- 2007: Brianna Love is Buttwoman
- 2007: Chemistry 3
- 2007: Spunk’d – The Movie
- 2008: Dirty Rotten Mother Fuckers 2
- 2008: Performers of the Year
- 2009: This Ain’t Star Trek XXX
- 2010: Fucked on Sight 8
- 2010: Speed
- 2012: Mommy Got Boobs 14

## Auszeichnungen und Nominierungen
- 2007: AVN Award für Best Anal Sex Scene – Film in Manhunters (mit Sandra Romain und Brian Surewood)[7]
- 2008: Urban X Award als Best Oral Performer[8]
- 2009: Urban X Award als Best Anal Performer
- 2010: Aufnahme in die Urban X Award Hall of Fame[1]
- 2010: Aufnahme in die XRCO Hall of Fame[9]
- 2011: Aufnahme in die AVN Hall of Fame[9]
- 2011: Urban X Award als Best Anal Performer
- 14 AVN-Award-Nominierungen